# Year of the Griffin
Year of the Griffin é um livro escrito por Diana Wynne Jones. A história do livro se passa oito anos após os acontecimentos em Dark Lord of Derkholm.

## Sinopse
Após a derrota de Sr. Chesney e o fim das excurções de Grupos de Peregrinos, a grande Maga Querida assumiu o papel de restaurar o que havia sido destruído, deixando o Mago Corkoran como Grande Chanceler da Universidade de Magia. Mas a Universidade está tendo problemas pois os professores mais velhos se aposentaram deixando magos iniciantes como professores e tem problemas financeiros, pois todo o dinheiro é gasto com a obsessão de Corkoran em ser o primeiro homem a ir para a lua.
Para escapar da falência Corkoran enviou cartas para os pais de todos os alunos pedindo doações e escolheu dar aulas pessoalmente aos alunos das famílias mais ricas. Mas seus alunos não são o que ele imaginava: Elda, filha do Mago Derk, na verdade é um grande grifo dourado, o filho do Rei Luther não tem um centavo, a irmã do Imperador Titus foi expulsa pelo senado e o anão, além de não ter nenhum tesouro, é um escravo fugitivo. Quando a primeira das respostas das famílias chega (um grupo de assassinos) a situação sai totalmente de controle.

## Personagens
- Mago Corkoran: Se tornou Grande Chanceler da universidade de Magia após a saida de Querida. Após anos recebendo dinheiro de Chesney a universidade está falida e é administrada de forma irresponsável.
- Mago Derk:Se tornou uma grande autoridade e um mago poderoso após ajudar a expulsar Sr. Chesney. Sua filha Elda vai para a universidade da Magia sem sua permissão, pois ele achava que a universidade estava em decadência.
- Querida: Após derrotar Sr. Chesney saiu para arrumar a bagunça deixada após anos de excursões de grupos de peregrinos.